# Yves Caron
Pour l’article homonyme, voir Caron.
Yves Caron, né le 27 septembre 1937 et mort le 28 août 2023, est un représentant, vendeur et homme politique fédéral du Québec.

## Biographie
Né à Saint-Georges dans la région de Chaudière-Appalaches, M. Caron commença sa carrière publique en devenant député du Parti libéral du Canada dans la circonscription fédérale de Beauce en 1972. Réélu en 1974, il fut défait par le créditiste Fabien Roy en 1979.
Durant son passage à la Chambre des communes, il fut secrétaire parlementaire du ministre de l'Agriculture de 1977 à 1979, whip adjoint du Parti libéral et assistant du whip en chef du gouvernement de 1977 à 1978.
Après avoir quitté la politique, il fut membre par intérim du Bureau des allocations pour le vétérans de guerre et fut nommé pour deux mandats de dix ans à la Commission canadienne des pensions.